# 文京区立関口台町小学校
文京区立関口台町小学校（ぶんきょうくりつせきぐちだいまちしょうがっこう）は、東京都文京区に位置する区立小学校。
蓮華寺の跡地に建てられた。1925年（大正14年）10月5日に出来、小石川区初の鉄筋コンクリートで造られた。1934年（昭和19年）8月から翌年4月まで、宮城県鳴子町に集団疎開をした。
1979年(昭和54年) 3月22日、現校舎が竣工した。

## 著名な卒業生
- 越智通雄 - 元衆議院議員
- 都筑道夫 - 推理作家
- 小堺一機 - タレント
- ジャワラ・ジョセフ - バスケットボール選手
- 梅津美琴 - 女流棋士[2]